# Yelena Necháyeva
Yelena Alexándrovna Necháyeva –en ruso, Елена Александровна Нечаева– (Leningrado, 14 de junio de 1979) es una deportista rusa que compitió en esgrima, especialista en la modalidad de sable.
Ganó ocho medallas en el Campeonato Mundial de Esgrima entre los años 2001 y 2007, y once medallas en el Campeonato Europeo de Esgrima entre los años 2000 y 2007.
Participó en dos Juegos Olímpicos de Verano, ocupando el quinto lugar en Atenas 2004, en la prueba individual, y el quinto en Pekín 2008, en el torneo por equipos.

## Palmarés internacional
| Campeonato Mundial | Campeonato Mundial          | Campeonato Mundial | Campeonato Mundial |
| Año                | Lugar                       | Medalla            | Prueba             |
| ------------------ | --------------------------- | ------------------ | ------------------ |
| 2001               | Nimes (Francia)             | Medalla de oro     | Sable por equipos  |
| 2002               | Lisboa (Portugal)           | Medalla de oro     | Sable por equipos  |
| 2002               | Lisboa (Portugal)           | Medalla de bronce  | Sable individual   |
| 2004               | Nueva York (Estados Unidos) | Medalla de oro     | Sable por equipos  |
| 2005               | Leipzig (Alemania)          | Medalla de plata   | Sable por equipos  |
| 2006               | Turín (Italia)              | Medalla de bronce  | Sable por equipos  |
| 2007               | San Petersburgo (Rusia)     | Medalla de oro     | Sable individual   |
| 2007               | San Petersburgo (Rusia)     | Medalla de bronce  | Sable por equipos  |
| Campeonato Europeo |                             |                    |                    |
| Año                | Lugar                       | Medalla            | Prueba             |
| 2000               | Funchal (Portugal)          | Medalla de oro     | Sable por equipos  |
| 2000               | Funchal (Portugal)          | Medalla de plata   | Sable individual   |
| 2001               | Coblenza (Alemania)         | Medalla de oro     | Sable individual   |
| 2002               | Moscú (Rusia)               | Medalla de oro     | Sable por equipos  |
| 2002               | Moscú (Rusia)               | Medalla de plata   | Sable individual   |
| 2003               | Bourges (Francia)           | Medalla de oro     | Sable por equipos  |
| 2003               | Bourges (Francia)           | Medalla de bronce  | Sable individual   |
| 2004               | Copenhague (Dinamarca)      | Medalla de oro     | Sable por equipos  |
| 2005               | Zalaegerszeg (Hungría)      | Medalla de plata   | Sable por equipos  |
| 2006               | Esmirna (Turquía)           | Medalla de oro     | Sable por equipos  |
| 2007               | Gante (Bélgica)             | Medalla de bronce  | Sable por equipos  |